# Carl Oehmb
Carl Oehmb (auch Karl Oehmb, * 30. November 1653 in Breslau; † 9. April 1706 ebenda) war ein deutscher Mediziner und Stadtphysicus von Breslau.

## Leben
Carl Oehmb studierte an der Universität Leipzig Medizin, wo 1674 und 1675 unter Johannes Bohn disputierte. Im November 1676 schrieb er sich an der Universität Padua ein und wurde am 12. Februar 1677 im dortigen Collegium Venetum promoviert. Auf der Rückreise schrieb er sich im August 1677 auch in Siena ein. Anschließend wirkte er als Arzt und Stadtphysicus in Breslau. 1705 publizierte er eine Brunnenschrift über das Heilbad im schlesischen Landeck.
Am 6. November 1682 wurde Carl Oehmb mit dem akademischen Beinamen Sirius II. als Mitglied (Matrikel-Nr. 109) in die Leopoldina aufgenommen.
Er wurde bei der Maria-Magdalenakirche in Breslau begraben.

## Schriften
- Exercitatio physiologica de urinae secretione. Leipzig 1674.
- Dissertatio Medica De Catarrhis. Leipzig 1675 (Digitalisat).
- Beschreibung des alten warmen Bades oder S. Georgen Brunnes nahe der königlichen Stadt Landeck, in der Graffschafft Glatz gegen Schlesien gelegen. Breslau und Liegnitz 1705 (Digitalisat).